# Ross Kauffman
Pour les articles homonymes, voir Kauffman.
Ross Kauffman est un réalisateur américain de documentaires. 

## Biographie
Ross Kauffman a notamment réalisé avec la photographe Zana Briski le documentaire tourné à Calcutta Born Into Brothels : Calcutta's Red Light Kids (Camera Kids), récompensé en 2005 par l'Oscar du meilleur film documentaire.

## Filmographie partielle

### Courts métrages
- 2008 : Wait for Me
- 2018 : Boy Boy Girl Girl
- 2021 : Que ferait Sophia Loren ?

### Longs métrages
- 2004 : Camera Kids
- 2014 : E-Team
- 2019 : Taken by the Tiger